# Лафкін (Техас)
Лафкін (англ. Lufkin) — місто (англ. city) в США, в окрузі Анджеліна штату Техас. Населення — 34 143 особи (2020).

## Географія
Лафкін розташований за координатами 31°19′13″ пн. ш. 94°43′50″ зх. д. / 31.32028° пн. ш. 94.73056° зх. д. (31.320334, -94.730616).  За даними Бюро перепису населення США в 2010 році місто мало площу 87,17 км², з яких 86,44 км² — суходіл та 0,72 км² — водойми.

## Демографія
Згідно з переписом 2010 року, у місті мешкало 35 067 осіб у 12 928 домогосподарствах у складі 8717 родин. Густота населення становила 402 особи/км².  Було 14183 помешкання (163/км²).
Расовий склад населення:
| - 56,7 % — білих - 27,4 % — чорних або афроамериканців - 1,7 % — азіатів - 0,5 % — корінних американців - 11,6 % — осіб інших рас |

До двох чи більше рас належало 2,2 %. Частка іспаномовних становила 24,1 % від усіх жителів.
За віковим діапазоном населення розподілялося таким чином: 26,9 % — особи молодші 18 років, 58,7 % — особи у віці 18—64 років, 14,4 % — особи у віці 65 років та старші. Медіана віку мешканця становила 34,0 року. На 100 осіб жіночої статі у місті припадало 89,2 чоловіків;  на 100 жінок у віці від 18 років та старших — 85,1 чоловіків також старших 18 років.
Середній дохід на одне домашнє господарство  становив 60 615 доларів США (медіана — 39 890), а середній дохід на одну сім'ю — 69 306 доларів (медіана — 45 596). Медіана доходів становила 32 356 доларів для чоловіків та 30 347 доларів для жінок. За межею бідності перебувало 23,7 % осіб, у тому числі 37,7 % дітей у віці до 18 років та 8,7 % осіб у віці 65 років та старших.
Цивільне працевлаштоване населення становило 15 076 осіб. Основні галузі зайнятості: освіта, охорона здоров'я та соціальна допомога — 28,2 %, мистецтво, розваги та відпочинок — 13,5 %, виробництво — 13,0 %.